# 阿尔多·多纳蒂
阿尔多·多纳蒂（義大利語：Aldo Donati，1910年9月29日—1984年11月3日），意大利男子足球运动员，场上位置是中场。他曾代表意大利参加1938年国际足联世界杯，结果获得冠军。